# Max Prieto
Max Prieto (28 de març de 1919 - 30 de maig de 1998) fou un futbolista mexicà.

## Selecció de Mèxic
Va formar part de l'equip mexicà a la Copa del Món de 1950.